# Altiplà del Colorado
L' altiplà del Colorado és una regió fisiogeogràfica de diferents altiplans, centrada en la regió dels Quatre Cantons del sud-oest dels Estats Units d'Amèrica. La província cobreix una àrea 337.000 km² dins de les fronteres de l'occident de Colorado, nord-oest de Nou Mèxic i sud i est d'Utah i el nord d'Arizona. El 90% de l'àrea és drenada per la conca del riu Colorado i els seus principals tributaris: els rius Verd, Sant Joan i Petit Colorado .
L'altiplà està compost principalment per deserts o aturats amb àrees pegats de boscos. A la cantonada sud-oest de l'altiplà del Colorado s'ubica el Gran Canó del Colorado.

## Flora i fauna
La flora de l'altiplà del Colorado inclou el te mormó, el card rus, l'arròs de l'Índia i diversos cactus, així com ginebres i pins pinyoners a cotes més altes.
La fauna inclou conills, escorpins, rates cangur, berrencs, guineus kit, serps de cascavell descolorides i coiots.

## Geografia
La província geogràfica està limitada per les Muntanyes Rocalloses a Colorado i pel Uinta i la serralada Wasath al nord i centre de Utah.

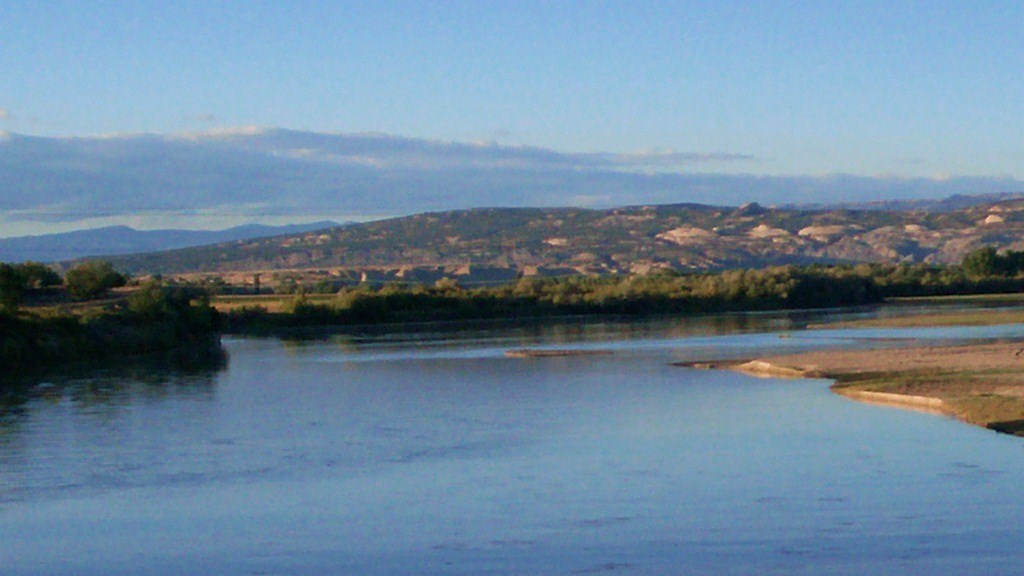
El riu Verd solcant de nord a sud des de Wyoming segueix un curt recorregut per unir-se al riu Colorado al sud-est d'Utah.
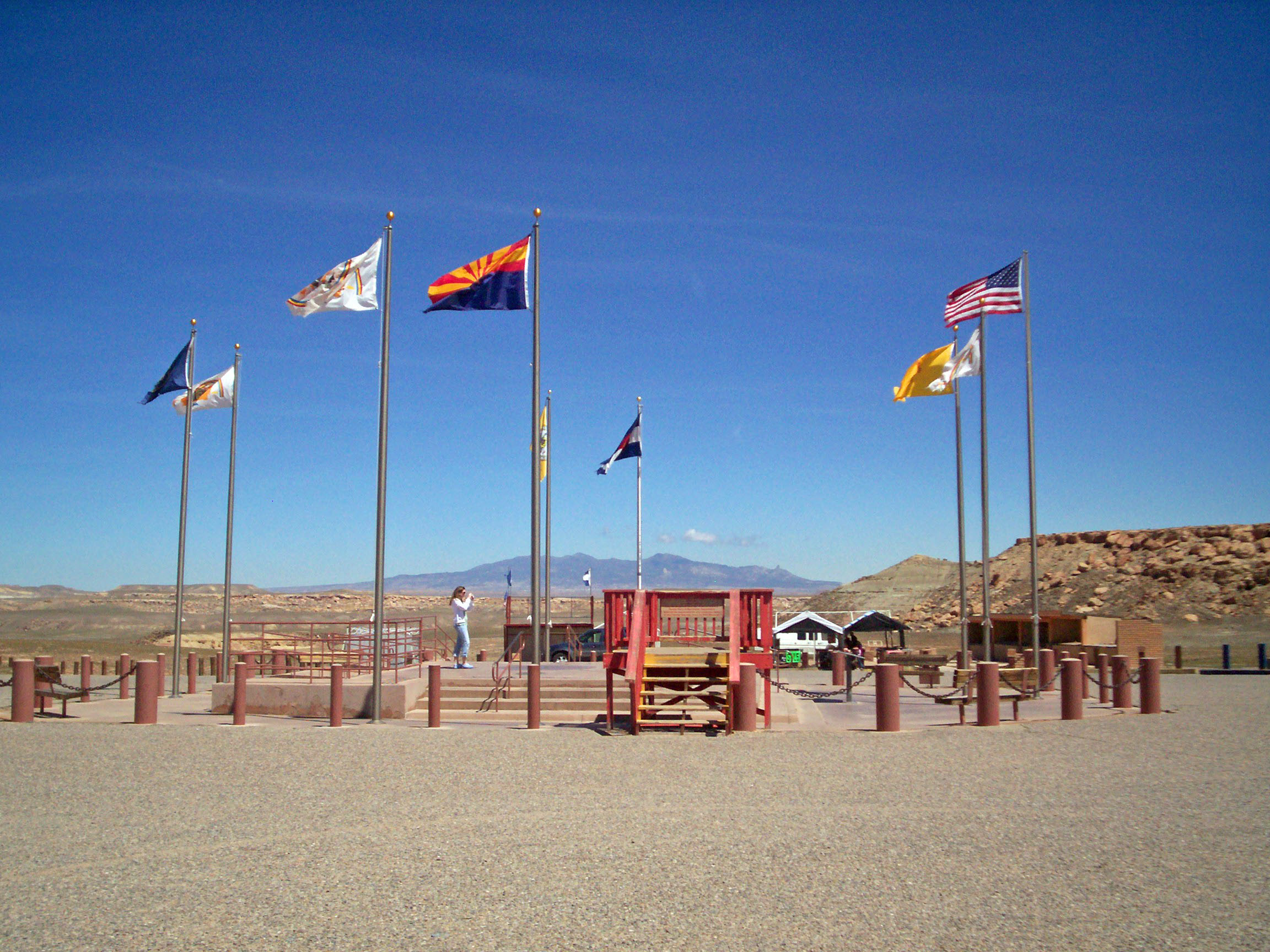
Four Corners monument.
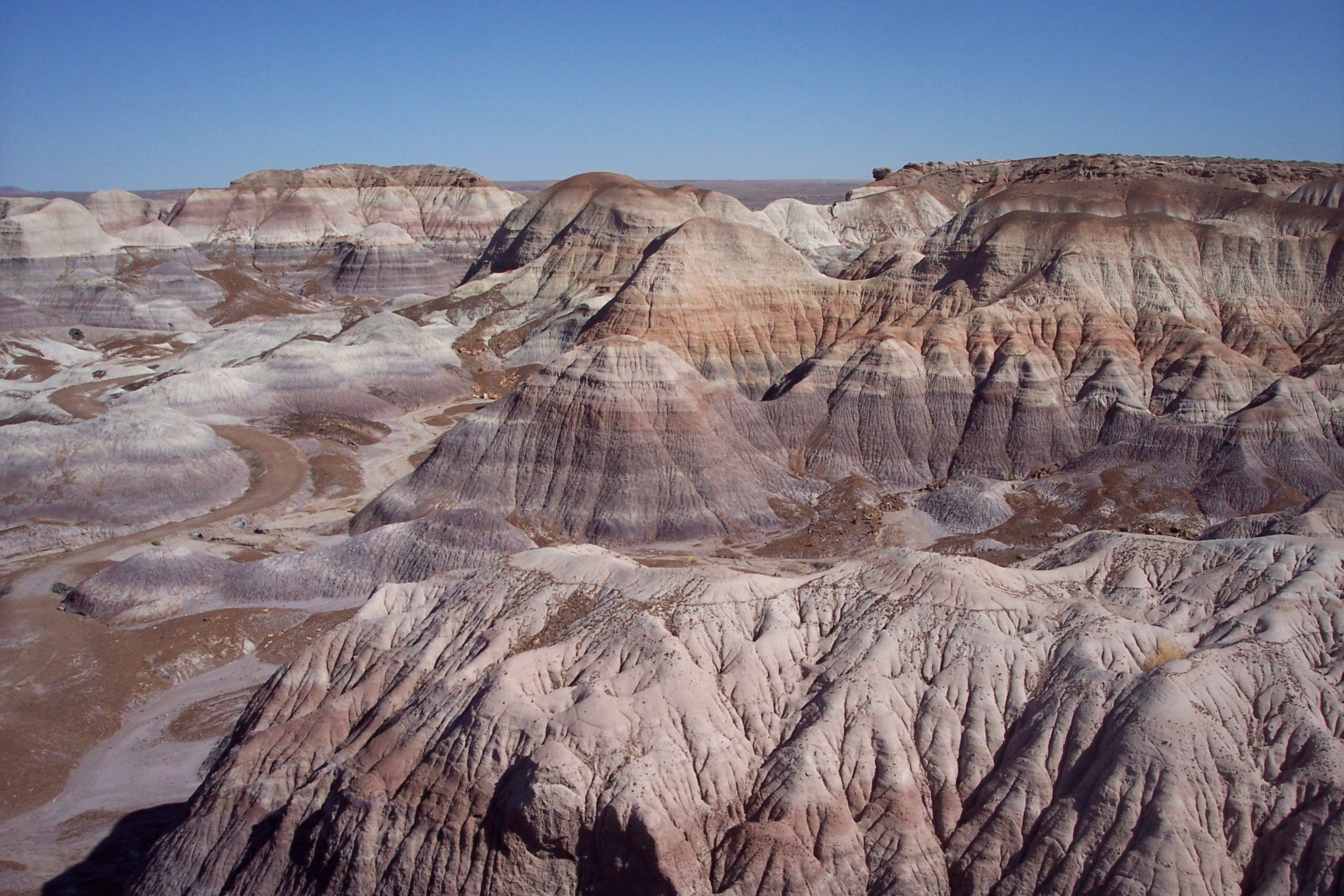
Blue Mesa al Desert